# Aurora (Miguel Ángel)
La Aurora es una escultura realizada en mármol (155x180 cm, longitud máxima en oblicuo 206 cm) por Miguel Ángel Buonarroti, datada en torno al 1524-1527 y que forma parte de la decoración de la Sacristía Nueva en la Basílica de San Lorenzo en Florencia. En concreto, es una de las cuatro alegorías de las Partes de la Jornada y se encuentra a la derecha encima del sarcófago de la tumba de Lorenzo II de Médici, duque de Urbino.

## Historia
La Aurora se empezó a esculpir en la fase siguiente a la reanudación de los trabajos de la Sacristía en 1524, después de la elección de Clemente VII para el solio pontificio. Dentro del año 1527 debía haber sido acabada, ya que aquel año aparece ya en un incisión del Triunfo de la Fortuna de Segismundo Fanti.

## Descripción y estilo
La Aurora, o la Madrugada, está representada como una personificación femenina, semitumbada y desnuda, como las demás estatuas de la serie. Esta quizás tuvo como modelo a las divinidades montañosas y fluviales que se encuentran en el Arco de Septimio Severo en Roma. Tiene la cara cubierta y está realizando un gesto como de despertarse del sueño, levantándose de la cama y girando el busto hacia el espectador, con un codo plegado como apoyo y el otro brazo que se inclina hasta buscar, a la altura del hombro, el velo para sujetarlo. Una pierna está  suavemente apoyada sobre el perfil del sarcófago, la otra está plegada hacia adelante en busca de apoyo.

Entre las diversas lecturas iconológicas propuestas, se ha visto la estatua como emblema del "amargura" o como dolor mediado por el temperamento melancólico, o incluso como símbolo de la luz divina que pone en fuga  a las tinieblas, o del temperamento sanguíneo, o del elemento aire o, incluso también del elemento tierra.

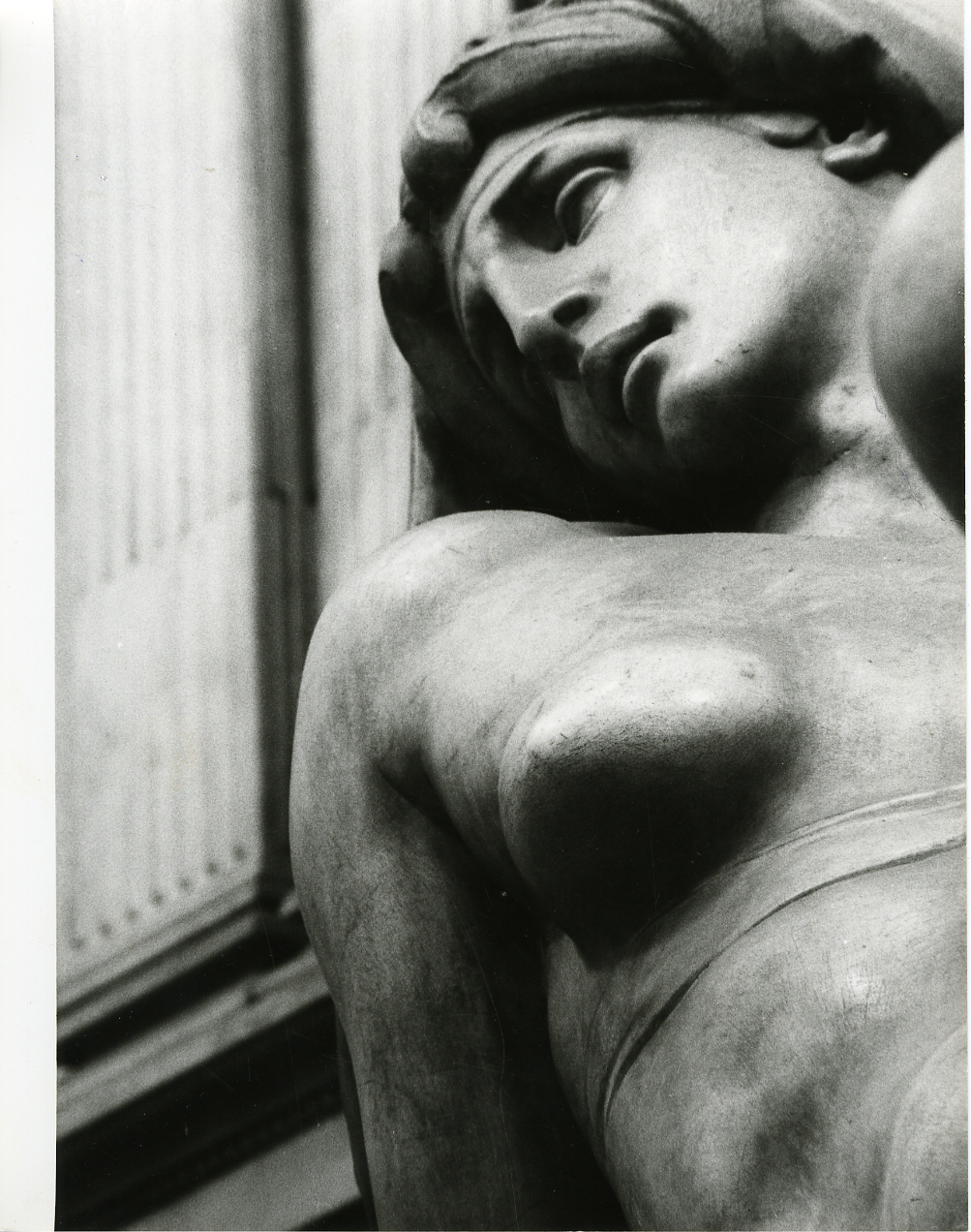
Detalle del rostro fotografiado de Paolo Monte, 1975.
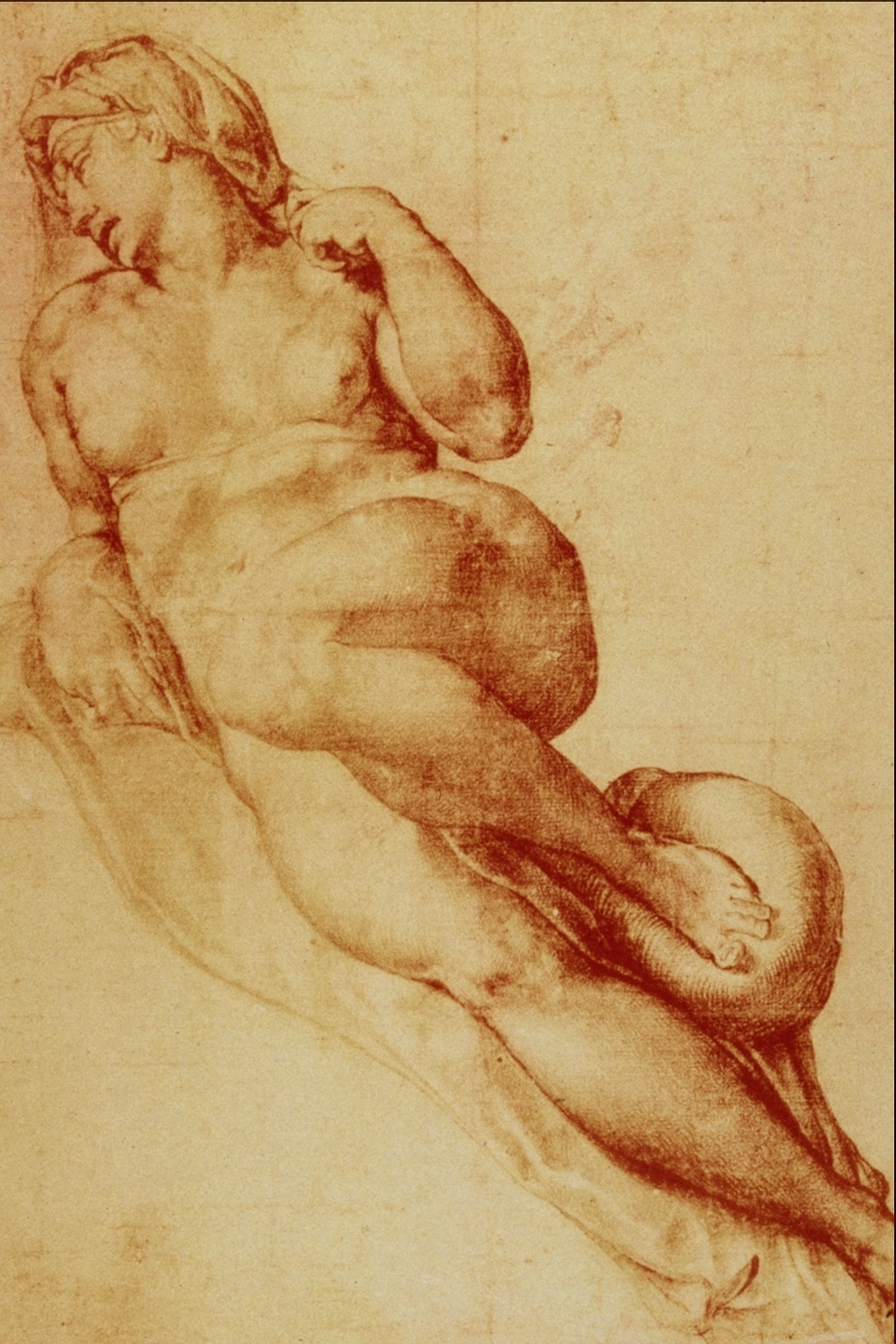
Estudio de Michelangelo
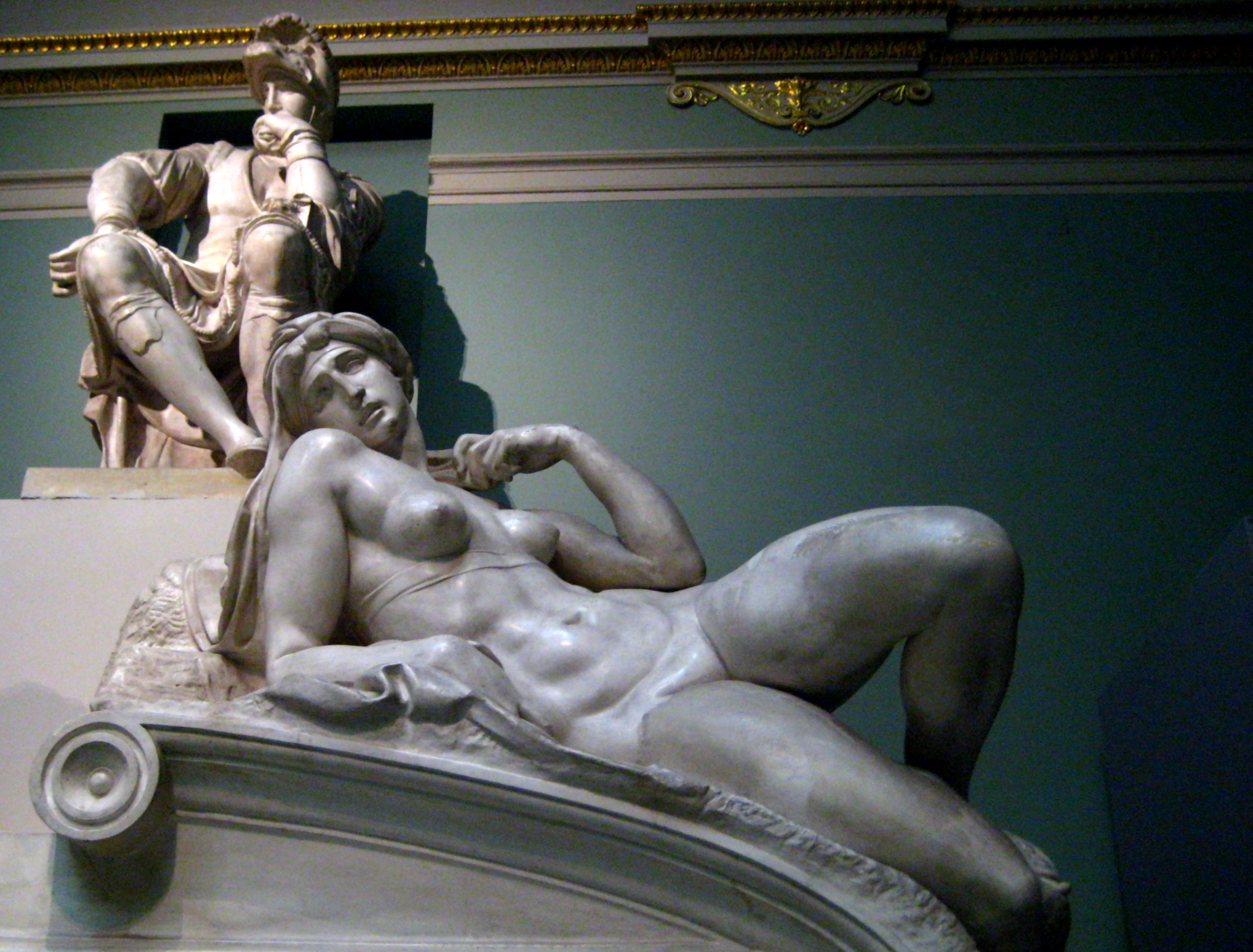
Copia, en el Museo Pushkin